# Вежа Тисячоліття (Дубай)
Башта Тисячоліття — хмарочос на шосе Шейха Заїда в Дубаї, ОАЕ. Вежа має висоту 285 метрів і 60 поверхів. Її будівництво закінчено у 2006. Містить 301 тримісні та 106 двомісних апартаментів. Поруч із будівлею розташована десятиповерхова парковка для 471 автомобіля.